# 蒋洪新
蒋洪新（1964年11月—），湖南永州人，中国英语语言文学学者、教育家。曾任湖南师范大学党委书记、校长。长期从事英美文学、翻译理论与实践、高等教育学等领域的研究。

## 生平
1978年9月至1980年7月，在湖南省零陵师范学校中师学习，毕业后在湖南双牌县第二中学担任教师。1982年9月至1986年7月，在湖南师范大学外语系英语专业本科学习，获文学学士学位，毕业后留校任教。1991年在湖南师范大学获文学硕士学位。1996年7月3日，在中国社会科学院研究生院获文学博士学位。学科专业为英语语言文学，指导教师是袁可嘉研究员。
1998年12月，任湖南师范大学外国语学院副院长。1999年9月，任湖南师范大学校长助理、外国语学院院长。2000年3月，任校长助理、研究生处处长。2002年11月，任校党委委员、副校长。2015年7月，任湖南师范大学党委副书记、校长。2019年7月，任湖南师范大学党委书记。2025年1月卸任。
2000年12月至2001年12月，在美国加州大学圣地亚哥分校担任访问学者。2006年10月27日，受聘为安徽大学兼职教授。2021年至2024年，任世界大学校长协会副主席。2021年6月，当选欧洲科学院外籍院士。2022年4月，当选中国翻译协会第八届理事会常务副会长。2022年9月，当选中国翻译协会翻译理论与翻译教学委员会主任委员。

## 出版物
- 《走向〈四个四重奏〉——T.S.艾略特的诗歌艺术研究》
- 《英诗新方向——庞德、艾略特诗学理论与文化批评研究》